# Wasilij Kniaziew
Wasilij Aleksandrowicz Kniaziew (ros. Василий Александрович Князев, biał. Васіль Аляксандравіч Князеў, ur. 9 stycznia 1920 we wsi Kniażyca w rejonie krupkowskim, zm. 22 lipca 1968 w Odessie) – radziecki lotnik wojskowy, pułkownik, Bohater Związku Radzieckiego (1943).

## Życiorys
Urodził się w białoruskiej rodzinie chłopskiej. Skończył 7 klas szkoły i szkołę uniwersytetu fabryczno-zawodowego, pracował jako ślusarz w zakładzie remontu wagonów w Witebsku, ukończył aeroklub. Od 1938 służył w Armii Czerwonej, w 1940 ukończył wojskową lotniczą szkołę pilotów w Odessie i kursy dowódców kluczy i został dowódcą klucza eskadry w 88 pułku lotnictwa myśliwskiego w Winnicy. Od czerwca 1941 uczestniczył w wojnie z Niemcami, 23 czerwca 1941 odniósł swoje pierwsze zwycięstwo jako pilot I-16, brał udział w walkach obronnych nad Ukrainą, w tym na południe od Kijowa i w rejonie Dniepropietrowska, później na Kubaniu. Do połowy czerwca 1943 jako dowódca eskadry 88 pułku lotnictwa myśliwskiego 229 Dywizji Lotnictwa Myśliwskiego 4 Armii Powietrznej Frontu Północno-Kaukaskim w stopniu starszego porucznika wykonał 576 lotów bojowych, w 122 walkach powietrznych strącił osobiście 11 i w grupie 9 samolotów wroga. Później walczył w składzie Sił Powietrznych Samodzielnej Armii Nadmorskiej na 4 Froncie Ukraińskim, jego pułk włączono w skład 8 Armii Powietrznej, od lata 1944 do wiosny 1945 walczył na 2 Froncie Białoruskim nad terytorium Polski i Prus Wschodnich. Swoje ostatnie loty bojowe wykonał w rejonie Szczecina. Do końca wojny dosłużył się stopnia kapitana i wykonał 1088 lotów bojowych (najwięcej ze wszystkich pilotów Sił Powietrznych ZSRR) i stoczył 139 walk powietrznych, w których strącił 29 samolotów wroga (według niektórych danych 16 osobiście i 12 w grupie). W 1955 ukończył kursy doskonalenia kadry oficerskiej, został dowódcą pułku lotnictwa myśliwskiego, a później dywizją lotniczą, w 1962 zakończył służbę w stopniu pułkownika. Jego imieniem nazwano ulicę w Witebsku.

## Odznaczenia
- Złota Gwiazda Bohatera Związku Radzieckiego (24 sierpnia 1943)
- Order Lenina (dwukrotnie)
- Order Czerwonego Sztandaru (dwukrotnie)
- Order Aleksandra Newskiego
- Order Wojny Ojczyźnianej I klasy (dwukrotnie)
- Order Czerwonej Gwiazdy (dwukrotnie)
- Medal „Za zasługi bojowe”
- Medal „Za obronę Kaukazu”
- Medal „Za zwycięstwo nad Niemcami w Wielkiej Wojnie Ojczyźnianej 1941–1945”
- Medal „Za zdobycie Królewca”
- Medal jubileuszowy „Dwudziestolecia zwycięstwa w Wielkiej Wojnie Ojczyźnianej 1941–1945”
- Medal jubileuszowy „30 lat Armii Radzieckiej i Floty”
- Medal jubileuszowy „40 lat Sił Zbrojnych ZSRR”
- Medal jubileuszowy „50 lat Sił Zbrojnych ZSRR”
- Medal „Za nienaganną służbę”
- Krzyż Walecznych (Polska)